# (136774) 1996 TC12
1996 تي سي 12 (ويعرف أيضًا باسم (136774) 1996 تي سي 12 وفق تسمية الكوكب الصغير) (بالإنجليزية: 1996 TC12)‏؛ هو كويكب ضمن حزام الكويكبات.
اكتُشف هذا الجُرم الفلكي بواسطة برنامج شميدت للكويكبات في بكين في 3 أكتوبر 1996، وترتيبه 136774 من حيث الاكتشاف.

## الوصف
اكتُشف 1367741996TC في 3 أكتوبر 1996 في محطة شينغلونغ، الواقع في جبال يان، مقاطعة خبي في الصين، بواسطة برنامج شميدت للكويكبات في بكين. وقد رصد المشروع 330 مشاهدة للكويكب إلى غاية 13 أبريل 2021 بتوقيت منطقة المحيط الهادئ، أي في مدة قدرها 8,859 يومًا (24.3 عام). تستغرق الفترة المدارية للكويكب 1,710 يومًا (4.7 عام).

## الخصائص المدارية
يتميز مدار هذا الكويكب بنصف محور رئيسي يبلغ 2.8 وحدة فلكية، وحضيض قدره 2.56 وحدة فلكية، وانحراف قدره 0.0835 وزاوية ميلان 0.528 درجة بالنسبة لمسار الشمس. بسبب هذه الخصائص، أي نصف المحور الرئيسي بين 2 و3.2 وحدة فلكية وحضيض أكبر من 1,666 وحدة فلكية، يُصنف هذا الجُرم الفلكي وفقًا لقاعدة بيانات مختبر الدفع النفاث لأجرام النظام الشمسي الصغيرة كائنًا من حزام الكويكبات الرئيسي.

## وصلات خارجية
- (136774) 1996 TC12 في قاعدة بيانات مختبر الدفع النفاث لأجرام النظام الشمسي الصغيرة

- الاكتشاف · مخطط المدار ·  العناصر المدارية · المعلمات المادية

- (136774) 1996 TC12 على موقع ويكي سكاي: DSS2, SDSS, GALEX, IRAS, Hydrogen α, X-Ray, Astrophoto, Sky Map, Articles and images